# Victoria – Internationale Hochschule
Die Victoria – Internationale Hochschule (Eigenschreibweise: VICTORIA | Internationale Hochschule, englisch: VICTORIA | International University of Applied Sciences) ist eine private, staatlich anerkannte Fachhochschule mit Sitz in Berlin und einem weiteren Standort in Baden-Baden. Trägerin ist die Internationale Hochschule für Wirtschaft, Technik und Kultur gGmbH (IHWTK); Mehrheitsgesellschafterin ist die F+U gGmbH. Die Hochschule wurde am 2. November 2021 vom Wissenschaftsrat für fünf Jahre reakkreditiert.

## Geschichte
Die Hochschule wurde 2011 unter dem Namen Hochschule für Wirtschaft, Technik und Kultur (hwtk) gegründet; der Studienbetrieb begann im Oktober 2012. Zum 1. Januar 2021 erfolgte die Umbenennung in „VICTORIA | Internationale Hochschule“. Am 1. April 2021 übernahm Marcus Hoffmann das Amt des Präsidenten. Die Studienorte sind Berlin und Baden-Baden.

## Studienmodelle
Die Hochschule bietet Präsenz-, duale und Fernstudienformate an. Das duale Modell ist durch feste Praxis- und Studientage strukturiert („geteilte Woche“).

## Studienangebot
Bachelor
- Business Administration (B.A.) mit verschiedenen Studienrichtungen (z. B. Hotel- und Tourismusmanagement, Marketingkommunikation & Digitale Medien, Sportmanagement, Logistik & Supply Chain Management, Human Resource Management, Financial Services, Steuer- und Prüfungswesen, Gesundheitsmanagement, Sales Management, Immobilienmanagement, Qualitäts- & Nachhaltigkeitsmanagement).[8]
- International Management (B.A.).[9]

Master
- Business Management & Development (M.A.).[10]
- Executive MBA – Healthcare Management & Leadership (berufsbegleitend).[11]

## Duales Studium und Praxispartner
Der Wissenschaftsrat hebt die Zusammenarbeit mit Unternehmenspartnern im dualen Studium hervor; die Eignung der Praxisstellen wird geprüft, Praxisphasen sind rahmenplanbasiert, und es finden regelmäßige Austauschrunden sowie Befragungen der Praxispartner statt.

## Akkreditierung
Der Wissenschaftsrat reakkreditierte die Hochschule am 2. November 2021 für fünf Jahre.

## Internationalisierung
Im April 2024 vereinbarte die Hochschule ein Double-Degree mit der Université Côte d’Azur (Licence Économie et Gestion ↔ B.A. International Management).

## Forschung und Transfer
Zur Förderung wissens- und technologiebasierter Gründungen in der Veranstaltungswirtschaft betrieb die Hochschule von Oktober 2021 bis Juni 2023 den „Smart City Event Incubator“ (ESF-gefördert) in Kooperation u. a. mit dem Berlin Convention Office von visitBerlin.
Darüber hinaus ist die Weiterbildung WeKASi – Weiterbildung zur Klimaanpassung für Siedlungsgemeinschaften in der Tatenbank des Umweltbundesamt gelistet; Projektpartner ist u. a. der Verband Wohneigentum (bundesweit).

## Rankings
Im CHE-Hochschulranking 2023/24 erzielt die Hochschule im Fach BWL (Standort Berlin) Spitzengruppen-Platzierungen u. a. bei „Abschlüsse in angemessener Zeit“ und „Kontakt zur Berufspraxis“.

## Hochschulleitung
Präsident (ehrenamtlich) seit 2021: Marcus Hoffmann.